# Louč

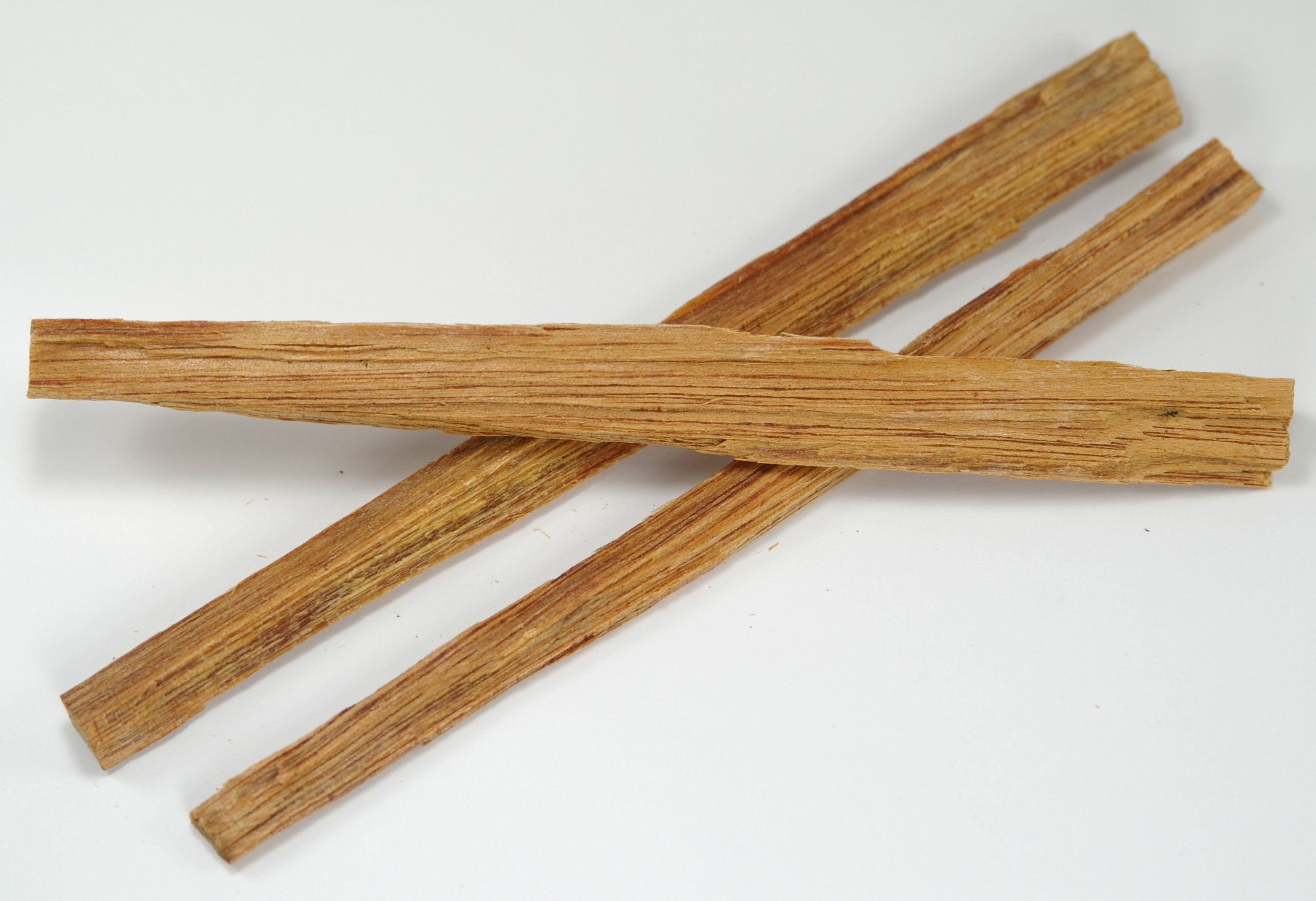
Úštěpky pro louče

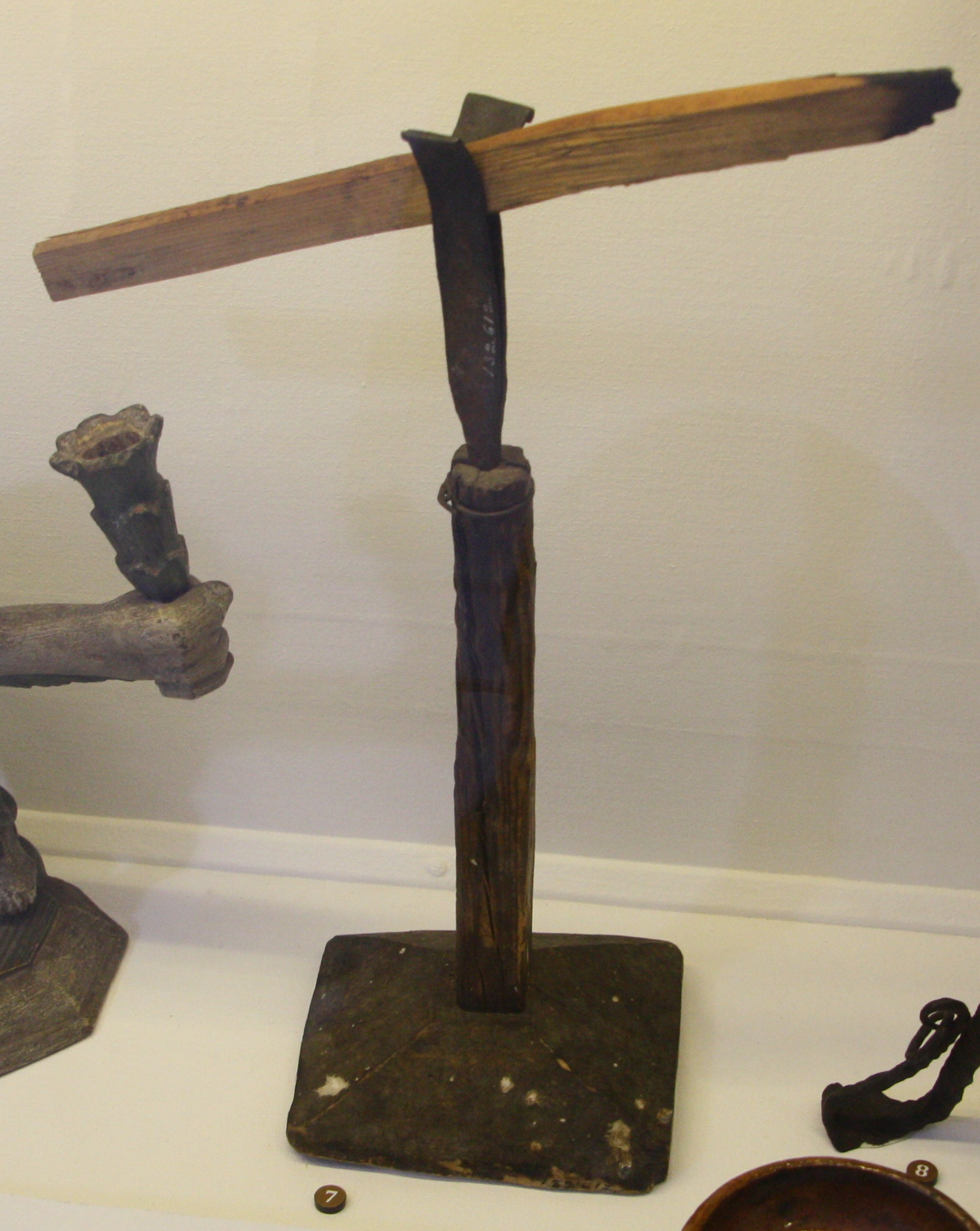
Kaälsjö parish, Halland - Nordiska museet, Stockholm

Louč je tradiční světelný zdroj používaný především ve starověku a středověku.

## Výroba a použití
Jako louče se používaly úštěpky z delšího rovného vyschlého polena. Louče se musely vložit do držáku, mezery ve zdivu nebo skřipce tak, aby byl hořící konec skloněn k zemi. Vzhledem k tomuto uložení bylo použití loučí nebezpečné – doutnající zbytky mohly spadnout a způsobit požár.